# Partij
Partij (en limbourgeois Partei) est un village néerlandais situé dans la commune de Gulpen-Wittem, dans la province du Limbourg néerlandais. Le 1er janvier 2005, le village réuni au village de Wittem avait 770 habitants ; ce double village est souvent mentionné sous le nom de Partij-Wittem.

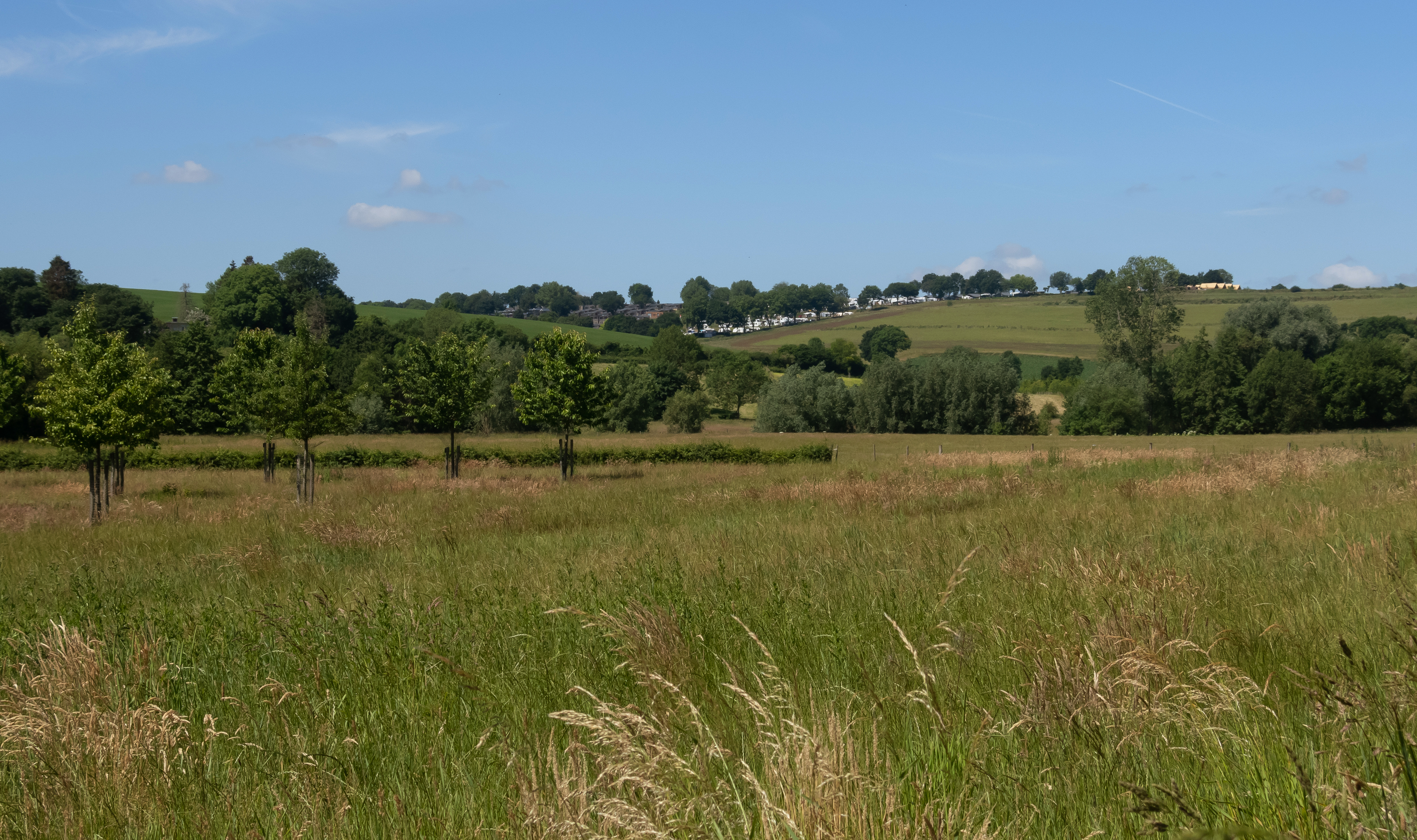
Partij, le panorama de la colline